# Liste der Bodendenkmäler im Kreis Warendorf

Kreis Warendorf

Die Liste der Bodendenkmäler im Kreis Warendorf umfasst:
- Liste der Bodendenkmäler in Ahlen
- Liste der Bodendenkmäler in Beckum
- Liste der Bodendenkmäler in Beelen
- Liste der Bodendenkmäler in Drensteinfurt
- Liste der Bodendenkmäler in Ennigerloh
- Liste der Bodendenkmäler in Everswinkel
- Liste der Bodendenkmäler in Oelde
- Liste der Bodendenkmäler in Ostbevern
- Liste der Bodendenkmäler in Sassenberg
- Liste der Bodendenkmäler in Sendenhorst
- Liste der Bodendenkmäler in Telgte
- Liste der Bodendenkmäler in Wadersloh
- Liste der Bodendenkmäler in Warendorf